# TSPO (Protein)
 TSPO (Abk. von engl. Translocator Protein, oder auch Tryptophan-rich sensory protein), auch bekannt als peripheral benzodiazepine receptor (PBR), ist ein Transmembranprotein der äußeren Mitochondrienmembran mit einer Molekülmasse von 18 kDa. TSPO bindet, wie der GABA-Rezeptor Benzodiazepine.
Neben vielen anderen Funktionen ist es an der Regulation der Biosynthese der Steroidhormone sowie der Porphyrine beteiligt und spielt eine Rolle bei der Apoptose. TSPO wurde 1977 entdeckt, als man nach Bindungsstellen für Diazepam in peripheren Geweben suchte.
Die Nukleotidsequenz ist hoch konserviert und codiert ein Membranprotein mit wahrscheinlich fünf Transmembranhelices. Homologe Proteine finden sich in Bakterien, Pflanzen und Tieren.
Es war lange nicht möglich eine Knockout-Maus zu erzeugen. In Zellen ohne TSPO Gen akkumuliert Protoporphyrin IX in den Mitochondrien, daher nahm man an, dass das Protein lebensnotwendig ist. 2015 gelang es Knockout-Mäuse zu generieren. Ein Knockout-Moos, in dem eines dieser Gene ausgeschaltet wurde, ist lebensfähig, aber anfällig gegen Stress.

## Funktionen
Es gibt Hinweise für mindestens zwei Hauptfunktionen des TSPO: Cholesterol-Bindung, gefolgt von Cholesteroltransport, sowie Porphyrinbindung und Transport.

### Steroidhormonbiosynthese
Das Polypeptid DBI (Diazepam-binding-inhibitor) interagiert mit dem TSPO und stimuliert die Pregnenolonbildung in den Mitochondrien. Die Biosynthese aller Steroidhormone sowie der Neurosteroide erfolgt über Pregnenolon. Andere TSPO-Liganden stimulieren ebenfalls Steroidhormonbiosynthese und Neurosteroidbiosynthese. Das TSPO vermittelt dabei den Cholesteroltransport von der äußeren zu inneren Membran der Mitochondrien. Dies führt zu einem erhöhten Cholesterolmetabolismus. In der Matrix der Mitochondrien befindet sich das Seitenkettenspaltende Enzym, ein Cytochrom P450, das aus Cholesterol unter Abspaltung von Isocapronal Pregnenolon bildet.

### Porphyrin-Transport und Häm-Biosynthese
In den Mitochondrien erfolgt ebenfalls die Hämbiosynthese. Hierbei vermittelt das TSPO den Import der Vorstufe Coproporphyrinogen III. Aus dieser wird in der Mitochondrienmatrix über die Zwischenstufen Protoporphyrinogen IX, Protoporphyrin IX durch Einfügen des zentralen Eisenions das Häm gebildet.